# Alfred Binet
Alfred Binet (Nizza, 1857. július 8. – Párizs, 1911. október 18.) francia fejlődéspszichológus, 1910-ben ő állította össze az első intelligenciatesztet.

## Élete
A francia pszichológus Alfredo Binetti néven látta meg a napvilágot Nizzában, iskoláit azonban – szülei válása után – már Párizsban végezte el, ahol művész anyja mellett ifjú éveit töltötte. Jogi diplomával a kezében úgy gondolta, hogy ő is apja nyomdokaiba lép és megkezdi tanulmányait a híres Sorbonne Egyetemen, ahol a pszichológiában merült el leginkább. John-Martin Charcot irányítása alatt hamarosan a Salpétriére Hospital munkatársa lett, később a Pszichológiai Laboratórium kutatójaként – 1894-től pedig egészen haláláig (1911) igazgatóként tevékenykedett. Bár Charcot mellett hipnózissal is foglalkozott és több más téma is izgatta, érdeklődése hamar az intelligencia felé fordult.     

## Munkássága
Az 1900-as évek környékén vezették be a tankötelezettséget Franciaországban, de hamarosan kiderült: nem minden gyermek képes megfelelni a tantervi követelményeknek. Binet arra kapott felkérést, hogy hozzon létre egy egységes módszert, melynek segítségével a gyengébben teljesítő gyerekek időben kiszűrhetők – nem szegregációs, hanem felzárkóztató célzattal. Binet meggyőződése volt, hogy az intelligencia nem veleszületetten meghatározott, változtathatatlan jellemzője a gyerekeknek, hanem fejleszthető. Saját módszerével, amelyet mentális orthopédiának nevezett el, sok esetben tanulni tanította meg a gyerekeket és ennek nyomán szellemi teljesítményük javult, intelligenciaszintjük nőtt.
Intelligenciatesztjében Binet minden korcsoport számára egy feladatcsokrot állított össze. Ezt úgy kellett alkalmazni, hogy a vizsgáló lépcsőzetesen fölfelé haladt a korcsoportok feladatain – a legutolsó helyesen megoldott feladatsor mutatta meg a gyermek mentális korát. A gyermek-intelligenciavizsgálat ma is ezen a „lépcsős” módszeren nyugszik. Théodore Simonnal együtt kifejlesztett kérdőíves módszerét, a Stanford-Binet intelligenciaskálát (Stanford-Binet intelligence scale) átdolgozott formában még ma is alkalmazzák, iskolára csak korlátozottan alkalmas gyermekek kiszűrése céljából.
Binet tartott attól, hogy a kiszűrt gyerekekre megbélyegzés vár, ezért hangsúlyozta: az intelligenciateszt nem tökéletes módszer, nem helyeselte, hogy a gyermekeket gyakran egyik iskolából a másikba helyezzék, ezzel kapcsolatban így vélekedett:
Minden elmaradottsággal gyanúsított gyerek csak akkor emelhető ki az általános iskolából s tehető át speciális iskolába, ha pedagógiai és orvosi vizsgálaton vesz részt, mely megállapítja, hogy értelmi állapota képtelenné teszi arra, hogy átlagosan profitáljon az általános iskolában folyó munkából.

## Magyarul megjelent művei
- A gyermeki intelligencia vizsgálata / A. Binet, T. Simon ... alapján... átdolg. Éltes Mátyás; bev. Ranschburg Pál. Budapest : Athenaeum Nyomda Rt., 1914. 132 p.
- Az iskolásgyermek lélektana (Les idées modernes sur les enfants)/ írta Binet Alfréd; ford. Dienes Valéria ; kiad. a Magyar Gyermektanulmányi Társaság. Budapest : Eggenberger, 1916. XVI, 336 p. (Gyermektanulmányi könyvtár, 6.)